# Conamblys latus
Conamblys latus är en skalbaggsart som först beskrevs av Max Quedenfeldt 1882.  Conamblys latus ingår i släktet Conamblys och familjen långhorningar.
Artens utbredningsområde är:
- Angola.
- Benin.

Inga underarter finns listade i Catalogue of Life.